# 広郷県 (河北省)
広郷県（こうきょう-けん）は、中華人民共和国河北省にかつて存在した県。現在の邢台市任沢区西部に相当する。
前漢により設置され、後漢により廃止された。